# Martin Michalitsch

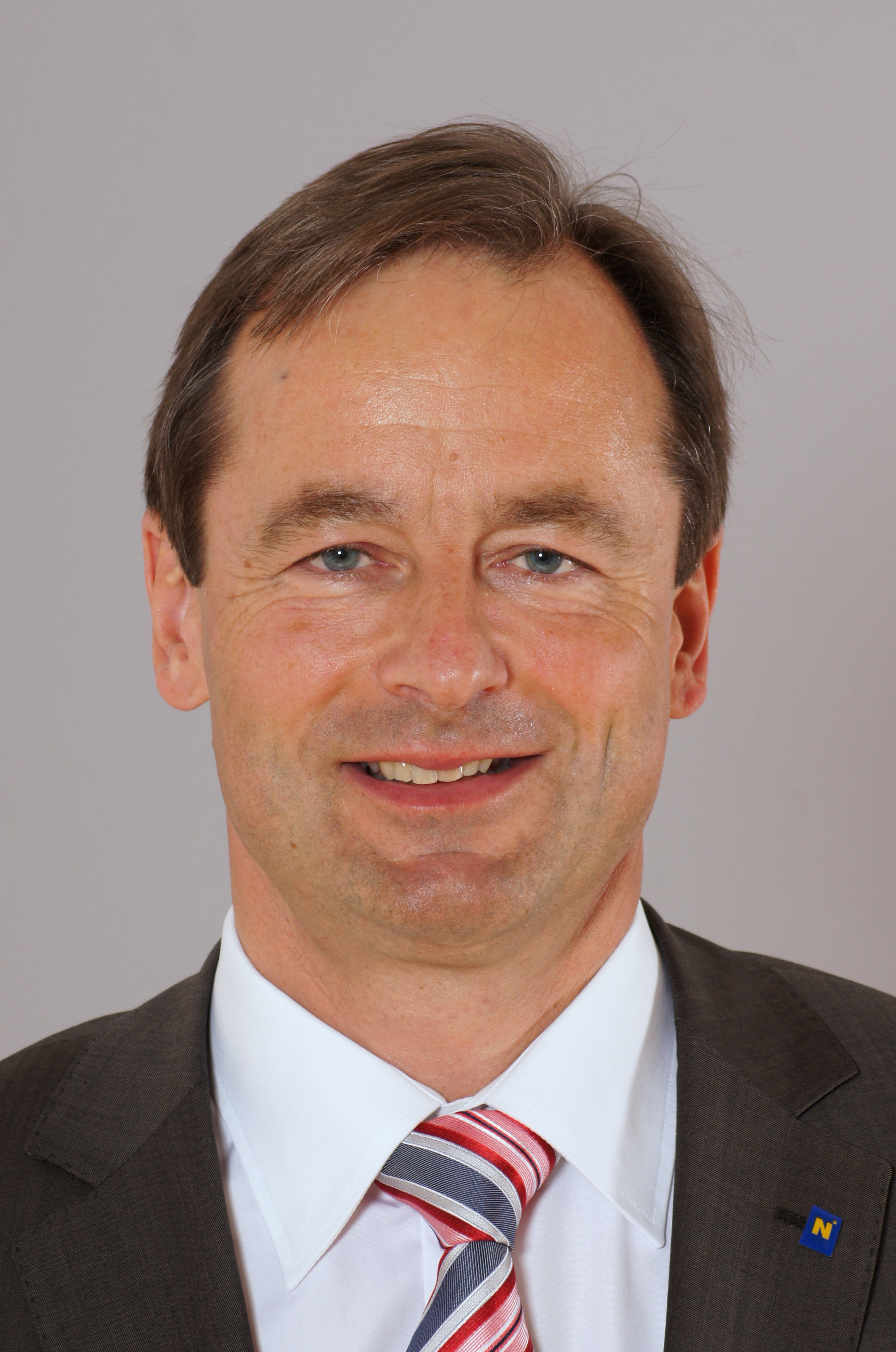
Martin Michalitsch 2013

Martin Michalitsch (* 13. Mai 1961 in Wien) ist ein niederösterreichischer Landespolitiker (ÖVP). Vom 23. Juni 2009 bis September 2019 war er Bürgermeister von Eichgraben, von 1993 bis März 2023 war er Abgeordneter zum Landtag von Niederösterreich.

## Leben
Nach der Matura in Sankt Pölten, studierte er von 1979 bis 1983 an der Universität Wien Rechtswissenschaften. Seit 1979 ist er Mitglied der katholischen Studentenverbindung KaV Norica Wien im ÖCV.
Er wohnt in Eichgraben, im Bezirk Sankt Pölten, ist verheiratet und Vater von zwei Söhnen. 
Seit 1984 ist er im niederösterreichischen Landesdienst tätig und zudem Leiter des Bereichs „Gesundheit und Sicherheit am Arbeitsplatz“. Zwischenzeitlich war er auch als Assistent und Lektor für Staats- und Verwaltungsrecht an der Universität Wien tätig und arbeitete als Klubjurist des Landtagsklubs der Volkspartei Niederösterreich.

## Politische Laufbahn
Von 1993 bis März 2023 war er Abgeordneter im Niederösterreichischen Landtag. Im Landtag war er Obmann des Verfassungsausschusses des Landtags und Mitglied des Rechnungshof- und des Umweltausschusses. Michalitsch ist außerdem geschäftsführender Obmann des Klubs der ÖAAB-Abgeordneten im Landtag.
Politische Schwerpunkte seiner Tätigkeiten sind die Anliegen der Stadt St. Pölten, wie der Ausbau des niederösterreichischen Landesklinikums und bessere Verkehrsprojekte, wie ein besserer Pendlerverkehr auf der Westbahn. Er engagiert sich außerdem für den Erhalt der Mariazellerbahn, dem Bau der Straßen Traisental Schnellstraße S34, Traisental Straße B334 und verschiedener Verkehrssicherheitsprojekte. Als Verfassungssprecher seiner Partei setzt er sich zudem für verständlichere Gesetze und eine leistungsfähige niederösterreichische Landesverwaltung ein.
Im Juli 2019 gab er bekannt, bei der nächsten Wahl nicht mehr als Bürgermeister zu kandidieren. Die Volkspartei Eichgraben nominierte Georg Ockermüller als seinen Nachfolger, die Wahl im Gemeinderat erfolgte am 4. September 2019.

## Auszeichnungen
- 2003: Großes Silbernes Ehrenzeichen für Verdienste um die Republik Österreich[4]
- 2011: Silbernes Komturkreuz des Ehrenzeichens für Verdienste um das Bundesland Niederösterreich
- 2017: Goldenes Komturkreuz des Ehrenzeichens für Verdienste um das Bundesland Niederösterreich